# Plastic Leaded Chip Carrier
« PLCC » redirige ici. Pour les autres significations, voir PLCC (homonymie).

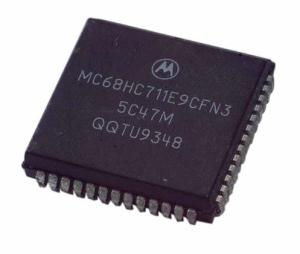
µC Motorola MC68HC711 en boîtier QFJ52

Un boîtier de type PLCC (Plastic Leaded Chip Carrier) est un boîtier en plastique carré ou rectangulaire, portant des pattes de composants de type-“J” (à contacts plats) sur ses 4 côtés. Le nombre des pattes peut varier selon les types de 20 à 84. Elles sont espacées entre elles de 1,27 mm (0.05"). Les PLCCs sont conformes au standard JEDEC. L'un des avantages du boîtier PLCC est le gain de place du fait de l'utilisation de ses quatre côtés pour accéder aux signaux du composant.
Un PLCC peut être directement monté en surface (CMS) ou inséré dans un support PLCC, qui peut-être soit monté en surface, soit en technologie traversante. Dans de nombreuses applications, le PLCC est utilisé avec un support, d'une part pour permettre la re-programmation ou le remplacement du composant et, d'autre part, afin d'éviter toute dégradation du composant lors du processus de brasage, dit « à la vague », de la carte. Le composant inséré dans son support se retire facilement à l'aide d'une pince spécifique.

## Variantes
- QFJ20 (PLCC20) - (10-0-10-0)
- QFJ32 (PLCC32) - (7-9-7-9)
- QFJ44 (PLCC44) - (11-11-11-11)
- QFJ52 (PLCC52) - (13-13-13-13)
- QFJ68 (PLCC68) - (17-17-17-17)
- QFJ84 (PLCC84) - (21-21-21-21)